# Rudgea reflexa
Rudgea reflexa är en måreväxtart som beskrevs av Daniela Cristina Zappi. Rudgea reflexa ingår i släktet Rudgea och familjen måreväxter. Inga underarter finns listade i Catalogue of Life.